# 조선여자근로정신대

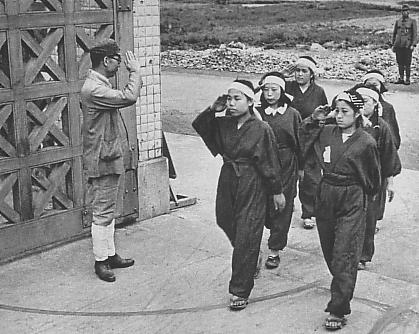
여자정신대 1944년 6월

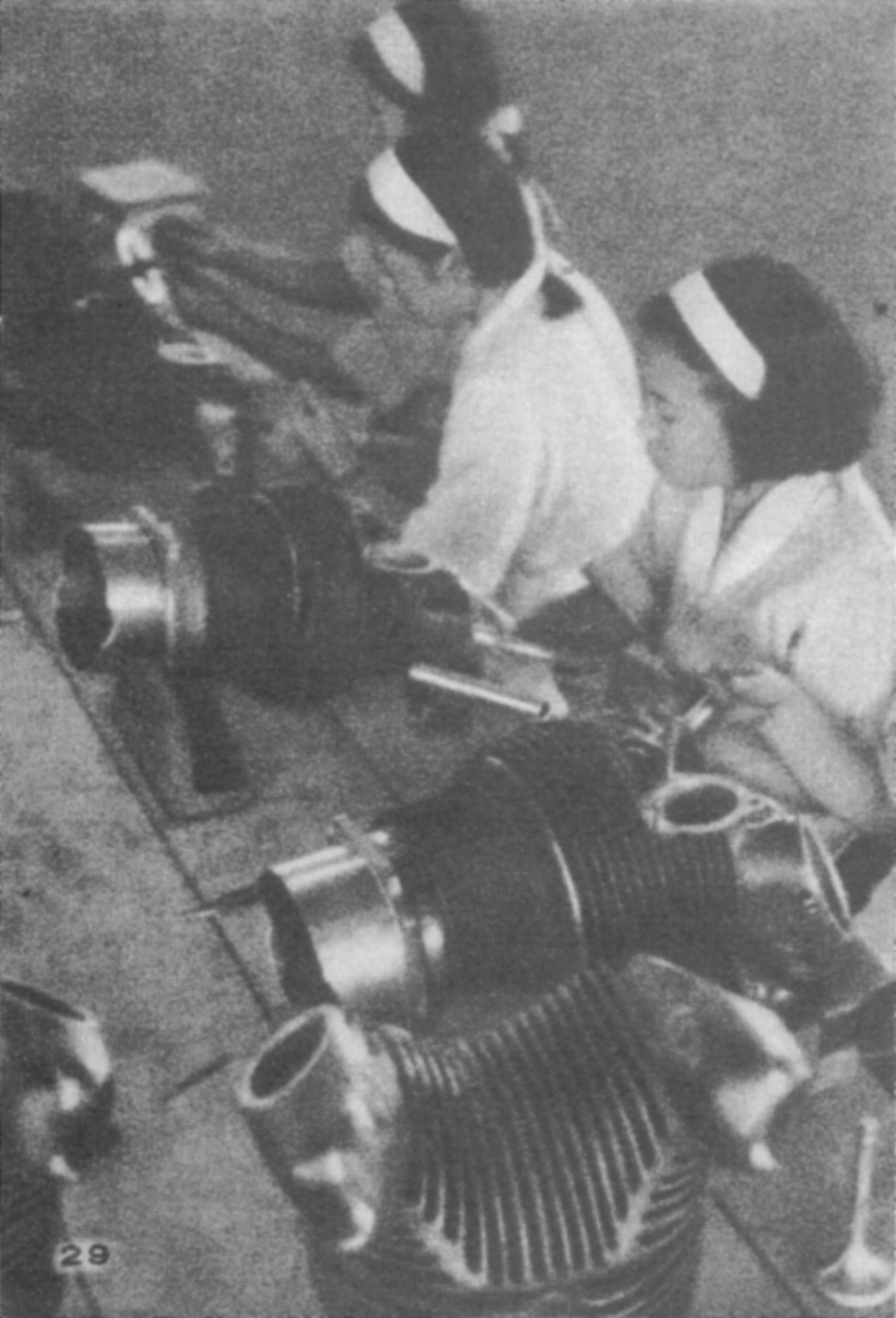
조선여자근로정신대, 51 해군 항공 조병창, 진해구

조선여자근로정신대(朝鮮女子勤勞挺身隊)는 일제강점기 말기에 조직된 태평양 전쟁 수행을 위한 착취 조직이다.

## 개요
본래 정신대는 '국가를 위해 솔선수범하는 조직'이라는 의미로, 여러 분야의 전쟁 지원 단체에 붙어 사용되었다. 전쟁이 계속되면서 전시체제 하에서 노동력이 부족해지자, '근로정신대'가 조직되어 전쟁 수행을 위한 노역에 투입되기 시작하였으며 여성 대원으로 이루어진 '여자근로정신대'도 결성되었다.
실제 조선에서 여자근로정신대가 언제부터 시작되었는지는 명확하지 않다. 이미 특별한 법적 근거 없이 실시되고 있던 조선의 여자근로정신대는 1944년 8월 23일에 여자정신근로령이 공포되면서 합법적인 근거가 마련되고 공식적으로 출범했다. 이 법령은 식민지 조선과 대만에도 적용되었다.
조선여자근로정신대에는 12세 이상 40세 미만의 배우자가 없는 조선 여성이 소속되었으며, 군수공장 등에 투입되었다. 동원 방법은 관청의 알선, 공개 모집, 자발적인 지원, 학교나 단체를 통한 선전 등 다양한 형태로 이루어졌다. 근로정신대로서 동원된 일본과 조선의 여성은 20만명이며, 그 중 조선인은 5만에서 7만명이다.

## 사례
1944년 봄에 취업 및 진학을 시켜준다고 꾀어 당시 12세에서 14세의 소녀들을 충청남도와 전라남도에서 모집한 뒤 미쓰비시 중공업의 군용 항공기 공장에서 임금을 전혀 주지 않고 강제로 노동을 시켰다. 이 가운데는 일본인 교사의 소개로 간 경우도 있었다. 이 공장에서 강제로 노동한 조선인 여성은 약 400명으로 파악된다.
경상북도 등지에서 모집된 소녀들이 군수업체인 후지코시 철재공업주식회사 도야마공장에서 강제로 노역했다는 증언도 있다. 이들도 임금을 제대로 받지 못했다. 경성가정의숙 학생이던 김금진은 이 학교 교장인 황신덕이 1943년에 다른 학교와 달리 근로정신대에 지원하는 학생이 없다며 한탄하는 것을 듣고 근로정신대에 자원해 들어갔다. 김금진은 후지코시 공장에서 총알 만드는 일을 하다가 종전 후 귀국하였다.
이밖에 도쿄 마사방적주식회사 누마즈 공장, 미쓰비시 나고야항공기제작소 도토쿠 공장, 나가사키 조선소, 사가미 해군공창, 야하타 제철소 등이 강제로 끌려가 노역한 곳으로 지적되었다.

## 일본군 위안부와 근로정신대
조선여자근로정신대는 노동력의 동원이라는 점에서 성적 착취가 이루어진 일본군 위안부와는 다르지만 사실 근로정신대라고 모집해 놓고 위안부로 끌려가거나 성착취를 당하는 경우가 잦았다. 따라서 일제에 대한 여성착취라는 개념에서 한 분류로 인식돼 종전 후 위안부와 혼용하여 정신대라는 용어가 사용되기도 했다. 성 착취를 당하는 사람도 많았기 때문에 근로정신대로 강제노역을 마치고 온 여성들 가운데 일본군 위안부 경력자로 오해받을까봐 근로정신대원이었다는 사실을 발설하지 못하고 살아온 경우도 있었다.

## 참고자료
- 민족문제연구소 (2008년 6월). “후지코시 근로정신대 소송 항소심 제1차 공판 열려”. 《민족사랑》: 9쪽.

## 같이 보기
- 조선남자근로보국대
- 위안부(일본군 성노예)
- 한국정신대문제대책협의회